# Чернуха (Псковская область)
Чернуха — деревня в Невельском районе Псковской области России. Входит в состав Ивановской волости. 

## География
Расположена на юго-восточном побережье озера Балаздынь, в 43 километрах к северо-востоку от районного центра, города Невеля, и в 9 км к северо-западу от бывшего волостного центра, деревни Опухлики.

## Население
| 2001 | 2002 | 2010 |
| ---- | ---- | ---- |
| 178  | ↘130 | ↘91  |

Численность населения деревни по оценке на начало 2001 года составляла 178 человек.

## История
С января 1995 до апреля 2015 года деревня входила в состав ныне упразднённой Голубоозёрской волости, в том числе с 1995 до 2005 года — в качестве её административного центра.